# August Gutzmer
Karl Friedrich August Gutzmer (2 février 1860 - 10 mai 1924) est un mathématicien allemand qui est président de certaines commissions allemandes sur l'amélioration de l'enseignement des mathématiques.

## Biographie
Gutzmer est né près de Schwerin mais sa famille déménage à Berlin quand il a huit ans. À Berlin, il étudie au Friedrichswerdersche Gymnasium jusqu'en 1881. De 1881 à 1884, il assiste à des cours de mathématiques à l'université de Berlin bien qu'il ne soit pas inscrit comme étudiant. Il est diplômé en 1887 à Berlin.
Il commence sa carrière universitaire en publiant cinq articles dans la revue portugaise Jornal de Sciencias mathematicas e astronomicas (plus connue sous le nom de Journal de Teixeira) entre 1887 et 1890. En 1893, il obtient un doctorat en soumettant à l'Université de Halle une thèse sur certains équations aux dérivées partielles. Marié la même année, il abandonne sa carrière universitaire pour gérer les terres de sa femme. En 1894, il retourne à l'enseignement à l'Université technique de Berlin et l'année suivante, il obtient sa venia legendi à l'Université de Halle où il enseigne comme professeur assistant jusqu'en 1899.
De 1900 à 1905, il est professeur titulaire à l'Université d'Iéna. En 1905, il retourne à l'université de Halle, succédant à Georg Cantor où il reste jusqu'à sa mort en 1924. Il est recteur de l'université (1914-1915), président du Comité allemand pour l'enseignement mathématique et scientifique (1908-1913), membre de l'Académie des sciences Leopoldina à partir de 1900 et son président de 1922 à 1924. Au Congrès international des mathématiciens, il est conférencier invité en 1904 à Heidelberg  et en 1908 à Rome.
Gutzmer a publié plus de quarante ouvrages ; parmi eux, les rapports sur les activités du comité d'enseignement sont particulièrement pertinents. Il a également écrit une histoire de la Société mathématique allemande.